# Teigne du figuier
Choreutis nemorana, Anthophila nemorana
Espèce
La Teigne du figuier (Choreutis nemorana, syn. Anthophila nemorana) est une espèce de papillons de la famille des Choreutidae.

## Description
Choreutis nemorana a une envergure de 16 à 20 mm. La couleur de base des ailes antérieures varie du brun rougeâtre au brun ocre, avec des marques blanchâtres. Les ailes postérieures sont brunâtres, avec deux points brun pâle sur le bord.

## Biologie et écologie
Les adultes hivernent et apparaissent au début du printemps. Les larves se nourrissent de feuilles de figuier. Elles sont protégées par une toile de fils de soie. Les adultes de la génération estivale émergent en juillet. La deuxième génération émerge en automne et hiberne.
L'espèce est considérée comme un ravageur mineur, provoquant une déformation des feuilles et une décoloration, des cicatrices et des lambeaux.

## Distribution
Cette espèce est répandue depuis les îles Canaries et Madère, en passant par la bassin méditerranéen et l'Afrique du Nord, jusqu'en Asie. En 2009, elle a été signalée pour la première fois en Belgique. Depuis, elle s'est répandue vers l’est et devrait se propager vers l’ouest.

## Systématique
Le nom valide complet (avec auteur) de ce taxon est, selon les sources, Anthophila nemorana (Hübner, 1799),,, ou Choreutis nemorana (Hübner, 1799),,. L'espèce a été initialement classée dans le genre Tortrix sous le protonyme Tortrix nemorana Hübner, 1799.
Elle porte en français le nom vernaculaire ou normalisé de « Teigne du figuier, ».
Anthophila nemorana (Hübner, 1799) a pour synonymes :
- Anthophila incisalis Treitschke, 1829
- Choreutis nemorana (Hübner, 1799)
- Simaethis nemorana (Hübner, 1799)
- Tortrix nemorana Hübner, 1799